# Катоба
Катоба 	(на английски: Catawba) е северноамериканско индианско племе, което в началото на колониалния период живее в басейна на река Катоба на границата на Северна Каролина с Южна Каролина. Едно от най-силните и големи племена в региона, катоба приемат останки от най-малко 20 племена през 18 век, които се присъединяват към тях за по-добра защита, бягайки от индианските си врагове и от белите заселници. Благодарение на това, катоба успява да се съхрани като племе. В началото на 21 век катоба е единствената федерално призната индианска нация в Южна Каролина. Седалището на племето е в Рок Хил, Южна Каролина като около 1200 от общо 2600те записани членове на племето живеят близо до него.

## Население
Първоначално катоба се състои от две отделни племена – катоба и исуа. Прогнозите за тяхното население преди контакта с европейците са за около 10 000 души общо. Първите британски прогнози през 1692 г. посочват числеността им на 5000. Въпреки че през следващите години катоба абсорбира редица племена, тяхната популация продължава да намалява, за да достигне най-ниското си ниво през 1826 г. до 110 души. При преброяването през 2010 г. общо 3370 души се определят като катоба.

## Име и език
До началото на 20 век учените считат езика им за изолат, но по-късно той е класифициран като отделен клон или подсемейство на Сиукското езиково семейство. Езикът им е доста по-различен от останалите сиукски езици и е тясно свързан с езика на уокон.
На техния език катоба означава „речния народ“ и това име се възприема от първите английски заселници. Самите те се наричат „ийеие – хора“ или „Ниейе – истински хора“. В старите испански документи се споменават като исо, исва, есо и катаба. Чероките ги наричат „куттауа – плоскоглавите“, а на ирокезите са познати като „оядагарон и тадиригрон“.

## Произход
Не е известно нищо за произхода на племето, откъде идват и кога се обособяват на река Катоба. Въз основа на непримиримата им вражда с ирокезите и от особеностите на езика им, някои учени предполагат, че по-рано живеят в горното течение на река Охайо или дори в Канада, но са изгонени оттам от ирокезите в началото на Бобровите войни (1629 – 1701). Други учени оспорват това твърдение с факта, че някои техни обичаи свидетелстват, че постоянната им родина е в Юга.

## Култура
Когато испанците идват да изследват района през 16 век, всички хора в Провинция Кофитачеко са предимно ловци-събирачи и риболовци. По речните тераси отглеждат царевица и други земеделски култури и се обличат в кожени дрехи. Всяко от селата им има една голяма обществена сграда. Семейните жилища са малки еднофамилни куполовидни постройки, подобни на тези на североизточните индианци покрити с палмови листа по крайбрежието и с кора в предпланините, и други типичните за Югоизтока кръгли колиби измазани с кал. Колибите за изпотяване са покрити с кожи. В хрониките на Ернандо де Сото и на Хуан Пардо се казва, че хората следват социополитическата организация характерна за Културата Мисисипи, с матрилинейно и йерархично построено общество. От изкуствата добре развити са производството на керамика и кошничарството. Домовете на катоба са кръгли, построени от преплетени клони и измазани с кал, и покрити с кора. Всяко тяхно село има храмов комплекс. Земеделието е съвместна работа, а храната е допълвана с лов и риболов. Най-отличителната тяхна черта е обичая да пристягат главите на малките момчета, което се смята за особено красиво. Войните им имат страховита репутация още от началото им на срещите с белите. Сплесканата глава, прическата тип конска опашка и бойната им украса (боядисват едното се око бяло, а другото черно) всява страх у враговете им. Дотогава успешно воюват с ирокезите и чероките, а по-късно и с шоуните, ючи и делаварите.

## История
През 1540 г. Ернандо де Сото преминава през територията на катоба, но не ги споменава. През 1566 г.и 1567 г. Хуан Пардо идва да изследва Провинция Кофитачеко и отбелязва, че в провинцията живеят 14 големи племена, между които „санапа“, „вехиди“ (пиди), „исса“ (исуа) и „катаба“ (катоба). След като испанците си отиват, през следващите 100 години никой не посещава района. Едва през 1653 г. вирджинците научават за племената в предпланините на Вирджиния и Каролина, и започват да изпращат експедиции, за да се свържат с тях. Горд народ и страшен противник, катоба още от началото свързват съдбата си с англичаните. По същото време от север се спуща една група шоуни, които получават разрешение от чероките да се заселят между тях и враговете им катоба. Малко след това между шоуните и катоба избухва война. Междувременно от Къмбърланд в Каролина се спуска една група ючи и катоба започват да воюват и с тях. Същевременно ирокезките нападения не спират. Така катоба воюват успешно на три фронта и като най-войнственото и храбро племе в региона започват да приемат в редиците си останки от малките сиуезични племена, живеещи близо до тях. До 1720 г. катоба абсорбират останките от поне 20 племена, които бягат от ирокезите и колонистите. Войната на катоба с ирокезите продължава, с малки прекъсвания почти 100 години. Ючите са разбити и изтласкани на запад и на юг, а шоуните бягат на север в Пенсилвания. Непрестанните войни, както и болестите бързо стопяват племето и въпреки че към тях се присъединяват множество бежанци от други племена, до 1728 г. от катоба остават всичко 1400 души, живеещи в 6 села. През 1763 г. колонията Каролина им предоставя резерват на река Катоба. До 1826 г., след Англо–френските войни, Американската революция и индианските войни, те се стопяват до 110 души. През следващите години, племето постепенно приема живота на белите, но остават консервативни по отношение на религията. Едва през 1883 г. на мисионери мормони им се удава за кратко време да ги покръстят. Същевременно животът в малкия резерват никак не е лек. До 1820 г. по-голямата част от него е заграбена от заселниците. След множество жалби до властите в Южна Каролина да изгони заселниците, през 1840 г. катоба продават и останалата си земя и се местят в Северна Каролина. Властите тук обаче отказват да им предоставят земя и им предлагат да се изселят в Оклахома. Катоба не се съгласяват и през 1847 г. отново се връщат в Южна Каролина, върху останалите им 600 акра от стария резерват. През 1853 г. е направен втори опит да ги изселят, но без резултат. По време на Гражданската война като жители на Южна Каролина подкрепят Конфедерацията. Въпреки че са признати от щата Южна Каролина, племето не получава федерално признаване до 1941 г. През 1959 г. племето моли Правителството да прекрати племенният им статут. След това много хора от племето мигрират в Оклахома. През 1973 г. племето се реорганизира и отново получава признаване от щата Южна Каролина, а през 1994 г. и от федералното правителство.